# Gaujacq

Gaujacq este o comună în departamentul Landes din sud-vestul Franței. În 2009 avea o populație de 448 de locuitori.

## Evoluția populației
| An        | 1975 | 1982 | 1990 | 1999 | 2006 | 2009 |
| --------- | ---- | ---- | ---- | ---- | ---- | ---- |
| Populație | 463  | 453  | 446  | 411  | 440  | 448  |